# BLAZBLUE CROSS TAG BATTLE
『BLAZBLUE CROSS TAG BATTLE』（ブレイブルー クロスタッグバトル）は、アークシステムワークスが開発・販売したAC/PS4/Nintendo Switch/Xbox Series X|S/Xbox One/PC（Steam、Microsoft Store）向けの対戦型格闘ゲームである。本作は同社の対戦型格闘ゲーム『BLAZBLUE』シリーズ10周年記念作品であると同時に、シリーズ初のコンシューマ向けオリジナルタイトルでもある。略称は『BBTAG』『BBCTB』など。
本作は『BLAZBLUE』シリーズのキャラクターに加え、『ペルソナ4 ジ・アルティメット イン マヨナカアリーナ』（以下：『P4U』）やアニメ作品『RWBY』をはじめとする複数の作品によるクロスオーバーである。

## リリース
本作はアメリカの格闘ゲームトーナメント「EVO 2017」にて発表された。
プロデューサーを務めた森利道は「EVO 2017」への出展にあたり、北米におけるブランドとしてのアークシステムワークスの認知を上げたいと発表後に行われたインタビューの中で述べている。
本作のコンシューマ版は、日本・アジアでは2018年5月31日に、北米では6月5日、欧州では6月22日に発売された。
森は「EVO 2017」後のインタビューにて、アーケードへの展開は考えていないとしていたが、2019年4月25日にはアーケード版が全国オンライン対戦対応のNESiCAxLive2と、セガ・インタラクティブのALL.Net P-ras MULTI Ver.3.0で稼働開始した。
EVO2019にて、大型アップデート「Ver.2.0」として、クロスゲージを使用した新システムの導入や、新技といった要素の追加が発表された。
Ver.2.0のストーリーモードではタイトル間のクロスオーバーが行われる新たな物語が展開される。
一部他作品のキャラクターモデルやシステムなどは全て刷新、体力基準値や移動アクションの仕様も変更されている。『UNI』のキャラには、新技のディストーションスキルを追加。
DLCの配信日は、ブレイクとVol.1が発売日当日、ヤンとVol.2・3が6月19日、Vol.4～6は8月7日、Vol.7とVer.1.5のアップデートは2019年5月21日に配信開始。
2019年11月21日には、Ver2.0のアップデートおよび新規参戦9キャラクターを含む追加コンテンツ配信が行われたほか、本編とVer.2.0のコンテンツパックならびに各種DLCを収録したPS4/Switch/PC用ソフト「BLAZBLUE CROSS TAG BATTLE Special Edition」が発売され、その後2022年9月15日に行われた「東京ゲームショウ2022」でXbox Series X/S、Xbox One、PC（Microsoft Store）向けに2023年春発売予定であることが発表され、発売日が2023年4月27日に決定した。

## あらすじ
ある日突、ラグナたちは四つの世界が混ざり合った特異点『ファントムフィールド』に召喚される。その時、「元の世界へ帰りたければ、帰還札である鍵（キーストーン）を守り抜け。」という謎の声がひびき、彼らに4つのキーストーンが託される。
彼らは自身の世界への帰還を懸け、キーストーンを奪い合う戦いに身を投じていく。
そして、彼らにキーストーンを託した者の正体は、 多重次元観測システムことSYSTEM No.XXであり、キーストーンそのものだった。

## システム
本作は試合方式が「アシスト乱入ありの2人1組によるタッグマッチ」となり、格闘ゲーム初心者にも配慮しコマンド技の簡素化・共通化が図られている。
タッグバトルとしてのパートナーを介するクロスゲージが導入された他、シリーズ特有の新システムも追加。また各キャラクターの特殊要素も可能な限り再現されている。
一方、全体的なシステムは各原作作品の要素を部分的に再現する形で取り入れており、本項においては全キャラ共通のシステムを記述する。
スキルゲージ
BBシリーズにおけるヒートゲージに相当する、操作キャラクターに関するゲージ。
ストック制を採用しており、通常は最大で5ストック。レゾナンスブレイズ時には最大レベルで9ストックまで上昇する。単に攻撃だけでなく、下記のリジェクトガードでも使用する。
エクストラスキル
スキルゲージを1ストック消費して、特定の必殺技の強化版を発動することが可能となる。例えば、デッドスパイクの強化版は追加入力で最大3連続の攻撃が可能。
ディストーションスキル/ディストーションスキル・デュオ
暗転演出を用いたディストーションドライブに相当する大ダメージ攻撃。スキルゲージを2ストック消費して発動する。
また、パートナーがいる状態でスキルゲージが2ストック以上ある場合は「ディストーションスキル・デュオ」が発動でき、パートナーも続けてディストーションスキルを放つ。
これらはクロスコンボ中に使用するとどちらも強化版となるため、10000以上の極大ダメージを与えることも出来る。また、レゾナンスブレイズ中も同様に強化版となる。
リジェクトガード
スキルゲージを1ストック消費して、防御と同時に相手を少し後退させる事が出来る。また削りダメージを一時的に無効化することも可能。
クラッシュアサルト/ エクストラアサルト
中段攻撃を行うアクションであり、Cボタン攻撃である「クラッシュ」を地上攻撃かつ地上ヒットさせると演出へ移行し、演出中タイミング良くボタン入力することで大ダメージを与えられ、スキルゲージの増加量も増える。この結果に応じて3段階の評価で表示。パートナーが控えの状態ではパートナーも攻撃に加わりさらに大ダメージとなる。
クラッシュトリガーといった、登場タイトル固有のモーションを取る形となっており、それにより出の速さと隙が違っている。
Ver2.0から追加された「エクストラアサルト」は、2人かつパートナースキル可能状態で発動できる。この時、スキルゲージが1ストック以上あれば発動でき、クラッシュアサルトの1.5倍の特大ダメージを与えることが可能。発動後は自動的に操作キャラクターが一定時間、スキルゲージ上昇率向上状態になる。
クロスゲージ
下記のパートナーに関するシステムを使用する際、一部の行動で消費する青の特殊ゲージ。最大100パーセントで、パートナーが控えにいると回復する。
パートナースキル
パートナーを呼び出して攻撃を行うシステム。
攻撃中に発動すると、クロスゲージを50%消費してコンボを繋げやすくさせる「アクティブパートナースキル / ACTIVE PARTNER SKILL（キャンセルアシスト / CANCEL ASSIST）」になる。ただし、キャンセルアシストはコンボ中1度のみの発動となる。
また、移動入力なし、前、後ろを押しながら発動すると攻撃方法も3つに変化する。パートナーの攻撃時は一時的に無敵ではなくなるが、攻撃終了後は無敵状態の待機時間を経て控えに戻る。
クロスバースト/ クロスレイド
水色のクロスゲージを100％消費する事で発動。ブレイクバーストを起こすと同時にパートナーと交代する。従来の「青バースト」と同じ。
一方、Ver2.0から登場する新システム「クロスレイド」は、2人が残っている状態の時、A攻撃によるスマートコンボの最終段ヒット時に自動で発動する。P4Uシリーズ由来の「赤バースト」と同じ。
発動すると、自動でパートナーと交代するだけではなく、パートナーが一定時間スキルゲージ上昇率向上状態になる。
クロスコンボ
2人による連続攻撃を仕掛けるシステムで、パートナーが呼び出されている状態で発動できる一方、クロスゲージの残量が50%以上で使用可能。
ゲージが無くなるまで、パートナーキャラクターの攻撃が強化され、相手がガードしても削りダメージは必ず受ける。
クロスコンボ発動中は、ディストーションスキルが強化されている。ディストーションスキルを発動するか、ダメージを受けると自動的に終了するが、2人連続のディストーションスキル・デュオも発動できる。
ランページタイム
Ver2.0から追加。ラウンド残り時間が80秒になると、以降はスキルゲージが自動的に上昇する。
ディレイエントリー
Ver2.0から追加。操作キャラクターが倒された際、控えのパートナーの入場を遅らせる。ボタンを押し続けている間は入場しないので、好きなタイミングで離すことが可能。
リバーサルアクション
P4Uのシステムで登場した、簡易入力の無敵攻撃アクション。キャラクター毎に必殺技も異なっており、発動する際には赤いオーラを示す。
ヒットさせると相手のクロスバーストをその間封じることができるが、逆に赤いオーラが出ている状態で反撃を食らうとこちらがクロスバーストできなくなるデメリットを持つ。
発動すると、パートナースキルやクロスバースト等の機能が一時使用できなくなるので、敵の反撃に気を付けるように。
デュオチェンジ
選択したパートナーキャラクターと交代する。その際、チェンジされたキャラクターのダメージを受けた際の赤いゲージ「回復可能ダメージ（ヴァイタルソース）」が回復する。
通常攻撃などはそのダメージ量の半分、リバーサルアクションでは全ダメージがヴァイタルソースとして還元されるが、エクストラスキルなどの一部攻撃を受けた場合は還元されない。
パートナーアタック発動中でも切り替えが可能。その際、交代したキャラクターが繰り出すスキルゲージの上昇率が一定時間向上する。
レゾナンスブレイズ　
ブレイブルーでお馴染みのオーバードライブと同様の新システム。パートナーを呼びだす行動を行うと一定の数値を獲得し、一定値に達すると四角型のアイコンが1つ点灯、最大4つまで溜められる。
15秒間の発動時間も表示されている他、一撃必殺技「アストラルヒート」発動にも用いる。エクシードアクセルのような要素が無い為、CP時代のODとなっている。
チームのどちらかがダウンすると使用可能。専用のレゾナンスゲージが無くなるまで、回復可能ダメージの回復とキャラクターの性能を上昇させ、試合時間のカウントをストップ。
発動中はスキルゲージの上限増加及び自動上昇、ディストーションスキルの強化等の恩恵が得られるが、発動できるのは1回のみ。ディストーションスキル発動中は発動した方のブレイズゲージの減少が一時止まる。また、発動した必殺技から直接DDに移行が出来る「スーパーキャンセル」を使う事も可能に。
また上記の通り、クロスゲージに関する行動を行った回数によってブレイズレベルが変化、スキルゲージの最大値増加や、回復可能ダメージの回復が高速化する。
アストラルヒートは、ブレイズレベル4の状態でないと発動できないため、如何にパートナーとの絆を深められるかが重要視される。

## 登場人物
|                  | BLAZBLUE                                         | BLAZBLUE                                   | P4U                                               | UNI                                                               | RWBY                | アルカナ  | 閃乱カグラ | アカツキ              |
| ---------------- | ------------------------------------------------ | ------------------------------------------ | ------------------------------------------------- | ----------------------------------------------------------------- | ------------------- | --------- | ---------- | --------------------- |
| 初期キャラクター | - ラグナ - ジン - ノエル - レイチェル - テイガー | - ν-13 - ハザマ - マコト - アズラエル - Es | - 悠 - 陽介 - 千枝 - 雪子                         | - ハイド - リンネ - ワレンシュタイン - ゴルドー                   | - ルビー - ワイス   |           |            |                       |
| シーズン1DLC     | - ハクメン - プラチナ - イザヨイ                 | - ナイン - マイ - 獣兵衛                   | - 完二 - 直斗 - 美鶴 - 明彦 - アイギス - ラビリス | - カーマイン - オリエ - メルカヴァ - バティスタ - ユズリハ - ミカ | - ブレイク‡ - ヤン‡ |           |            |                       |
| シーズン2 DLC    | - セリカ - ナオト                                | - スサノオ                                 | - クマ - エリザベス - 足立                        | - セト - ヒルダ                                                   | - ニオ              | - はぁと※ | - 雪泉     | - アカツキ - 電光戦車 |

備考
‡：無料DLC
※：アーケード版追加キャラクター

### 本作オリジナルキャラクター
SYSTEM No.XX
声 - 中恵光城 / Carrie Keranen
本作のオリジナルキャラクターにして黒幕。定期便5月号にて『正体不明』の謎が解禁。
自らをこの世界の“神”のような存在と自称する。世界のルールを自由に設定して、タッグバトル以外は戦闘が成立しないルールを定めたとのこと。
人工知能のような喋りでありながら、大会内では意外に軽い性格な実況者を自ら演じる。
その正体は、4色のキーストーンそのものであり、境界観測用に作られた機関の一種である、多重次元観測システム。英語名は「Cross-Dimensional System No.XX」。
境界を通して異なる世界から因子となる存在を取り込んで解析。その後、確立された因子とのリンクを通じて世界へ進出、侵食し、最終的には全ての異世界をも、特異点『ファントムフィールド』に収束させる事を目的としている。しかも、元の世界に戻れるのは、その世界から来た全員ではなく、キーストーンの所有者にして触媒である者のみ。
ラグナ達に与えられたキーストーンは、交戦記録・認識用の記憶媒体。4つのキーストーンが覚醒状態になった時に真の力を解き放ち、最終段階に移行、プログラムが施行される。
その危険性を察したクラヴィス＝アルカードは、二度と使用されないように封印。しかし、自我を持った事により、長年の封印が解かれ、今回の騒ぎを引き起こした。

## 開発
アークシステムワークスが雑誌「フォーブス」から取材を受けた際、日本国外の作品で興味のあるものとして『RWBY』を挙げた。『RWBY』の制作元であるRooster Teethはこの記事を読んで光栄に感じ、彼らは来日がてらアークシステムワークスを訪問した。
この時はあいさつ程度だったが、アークシステムワークスの森利道が本作の企画を立ち上げていたところだったため、一緒に何かしたいということでRooster Teethに連絡した。森は「EVO 2017」後のインタビューの中で、海外の「厨二病」のファンにアピールしたいと考えていたため、『RWBY』はコラボ相手として最善だと話している。
また、同様の理由から、アーケードが先行してしまうと日本国外の大会で日本人が有利になってしまうため、全世界で遊ぶタイミングをそろえるために、コンシューマに限定したと話している。コンシューマ先行はアークシステムワークスにとって初めての試みであり、アーケードゲームにおけるロケテストの代わりにオープンベータテストが開かれた。
加えて、間口を広くするために、操作体系も高額な機器を要するアーケードスティックではなく、ゲームパッドを基準に構築された。
タッグバトルである本作では、ラウンド中に任意で交代する方式がとられているが、これは森が『鉄拳タッグトーナメント』シリーズを気に入っていたことに由来する。

### キャラクター選定・セッティング
前述の『RWBY』以外のコラボ相手は、いずれもアークシステムワークスが何らかの形でかかわった作品であり、同社にとって連絡しやすい相手でもあった。
一方で、キャラクターのモデルは本作向けに描きなおされることもあり、特に『UNDER NIGHT IN-BIRTH』（以下：『UNI』）のエフェクトは特殊な技法が用いられていたため、本作向けに描き替えられた。
本作全体のセッティングについては、完全に別の世界にするという案もあったが、最終的には『BLAZBLUE CENTRALFICTION』の内容を踏まえたうえで、「BLAZBLUE世界の可能性の一つに、各作品のキャラクターが迷い込む」というものになった。
森は、「EVO2017」後のインタビューで物語に決着が付いていない作品でのコラボはしたくないと話しており、アークシステムワークスの別作品『GUILTY GEAR』を参戦させなかった理由としている。
DLCの一人である愛乃はぁとは、出典である『アルカナハート』が『BLAZBLUE』と親和性が高いことから参戦が決まり、エクサムの協力の元、グラフィックを一新した。本作のディレクターを務めた石川辰則は、『アルカナハート』シリーズ独自システムであるホーミングアクションを落とし込むのに苦労したと2019年11月8日に行われた4Gamer.netとのインタビューの中で振り返っている。

### Ver.2.0
新システムの一つである「クロスレイド」は、キャラクターを交代できずに敗北することへの解決策として導入されると同時に、上級者同士の戦いでも使えるように調整された。
一方、経験のあるプレイヤーと初心者の知識量や力の差を減らすためにディレイダウン入場が導入された。また、ランページタイムは、試合の後半で1対1になった際にじりじりとした戦いになってしまうことから、より積極的な遊び方をしてほしいということで取り入れられた。
加えて、やりこんでいるプレイヤーが体力の低いキャラクターを避けるようになっていたことから、「Ver.2.0」ではこれらのキャラクターの調整が行われた。

#### キャラクター選定(Ver.2.0)
「Ver.2.0」で追加されたアカツキと電光戦車（いずれも『アカツキ電光戦記』）は、アークシステムワークスのスタッフからの要望をうけ、原作者と交渉の末に実装された。アカツキは『UNI』にもゲスト出演しているが、原作者から初出である『アカツキ電光戦記』として出してほしいという要望を受け、新規タイトルとして参戦した。石川は、『UNI』は北米で人気が高く、アカツキも人気があるため、ならば原作の「アカツキ電光戦記」として出しても面白いだろうと考えたと2019年のインタビューの中で明かしている。
一方、石川は電光戦車について、動きが単純だから作業が楽だと思ったものの実際はそうでもなかったと振り返っており、強すぎてもよくないし、かといって遠慮するとゲームとしての面白さが損なわれるため、調整には細心の注意を払ったと述べている。
『閃乱カグラ』の雪泉は、森が同作のディレクター兼プロデューサーの高木謙一郎と親しく、快諾を得られたことで実装された。
同作は格闘ゲームではないものの、落とし込める動きがいっぱいあって逆に困ったと石川は振り返っている。一方、森は彼女のカッコよさを引き出したいという考えから、あまり過激なモーションは入れないでほしいと伝えたと話している。
『RWBY』のニオポリタンは、Rooster Teeth側の要望を受けて実装された一方、非常に無口であるという設定に悩んだと石川は話している。また、悪役のキャラクターが少なかったことから、「Ver.2.0」では各作品のボスキャラクターをDLCとして実装した。

## 反響

### 発売前の反響
本作の発表後、「BLAZBLUE」がTwitterトレンド入りするほどの賑わいを見せた。

### 発売後の反響
森利道は、本作から格闘ゲームを始めた者が多いとインタビューの中で述べており、『RWBY』の影響を指摘している。